# 舞鶴高3女子殺害事件
舞鶴高3女子殺害事件（まいづるこうさんじょしさつがいじけん）とは、2001年（平成13年）11月17日、京都府舞鶴市田中町の志楽川で高校3年生の女子生徒の遺体が発見された事件。
犯人は特定も逮捕もされておらず、未解決事件となっている。

## 事件概要
2001年（平成13年）11月17日14時30分頃、京都府舞鶴市田中町の志楽川で若い女性の遺体がうつ伏せの状態で浮いているのを舞鶴東警察署（現・舞鶴警察署）の署員が発見した。歯型などから11月5日夕方から行方不明だった舞鶴市多門院、京都府立海洋高校3年の女子生徒（当時18歳）と確認された。女子生徒の家族が11月6日夕方に捜索願を提出しており、女子生徒が現金を持っていなかったことや連絡がないことから、事件に巻き込まれた恐れがあるとみて、17日から公開捜査をしていた最中での発見であった。発見現場はJR東舞鶴駅から東約3キロの田園地帯で、付近には住宅や工場が点在している。

### 行方不明当日の動き
2001年（平成13年）11月5日、女子生徒は同級生に「舞鶴市内にある高専の学園祭に行く」と話し、午前10時30分頃に高校を早退。それから電車で東舞鶴駅に行き、待ち合わせていた交際相手とバイクで舞鶴工業高等専門学校へ行く。
その後、17時頃に舞鶴工業高等専門学校の近くに住む友人の家を訪ねる。しかし、友人は不在だったため、その場を立ち去っている。
17時30分頃、志楽川近くの道路を一人で歩いていたのを知人が目撃している。これが女子生徒に関する最後の目撃情報となった。また、失踪当日、現場から約5キロの公園で女子生徒と若い男性がシーソーに乗っているのを近隣住民が目撃している。

## 捜査経過
京都府警察刑事部捜査第一課は殺人事件と見て舞鶴東警察署に捜査本部を設置。女子生徒の交友関係から捜査を開始した。

### 遺体の状態
首や胸に、鋭利な刃物でつけられたと思われる傷が多数箇所見られ、そのうち1ヶ所の首の傷は気道に達していた。
司法解剖の結果、死因は血液を肺に吸い込んだことによる窒息死。死亡推定時間は11月上旬で、死後1週間以上経過していた。
発見時の服装は失跡当時の制服姿だったが、紺色手提げカバンと茶色の革靴がなくなっていた。制服のシャツは刃物で切られた箇所があったが、乱暴されたり抵抗したりした形跡はなかった。

### 自殺説と他殺説
遺体の状況などから、行方不明になった直後に何者かに殺害された後、志楽川に投げ入れられたとの見方から他殺が有力とされている。一方、刃物を防ごうと抵抗した際にできる傷が腕に残っていないことなどから「自殺の可能性も捨てきれない」として警察では自殺と他殺の両方で調べている。

### 舞鶴高1女子殺害事件との関連
京都府舞鶴市ではこの事件から7年後の2008年（平成20年）にも、女子高生が殺害される事件が起きている。女子生徒は5月6日夜に家を出てから行方不明となり、5月8日に雑木林で遺体が発見された。頭をバールのようなもので殴られていて、首には弦のようなものが巻きつけてあった。この事件の容疑者は逮捕されたが、証拠不十分で無罪。無罪確定後に殺人未遂事件を起こして逮捕され、その事件の服役中に病死した。